# یوسوکه هایاشی
یوسوکه هایاشی (انگلیسی: Yusuke Hayashi؛ زادهٔ ۲۳ ژانویهٔ ۱۹۹۰) بازیکن فوتبال اهل ژاپن است.
از باشگاه‌هایی که در آن بازی کرده‌است می‌توان به باشگاه فوتبال اوراوا رد دیاموندز اشاره کرد.